# Arashio (1937)
El Arashio (荒潮 marea?) fue el cuarto destructor de la Clase Asashio. Sirvió en la Armada Imperial Japonesa durante la Segunda Guerra Mundial. 

## Historia
El 3 de marzo de 1943, el Arashio escoltaba a un convoy de tropas desde Rabaul a Lae. En la batalla del Mar de Bismarck, el convoy fue diezmado por ataques aéreos Aliados. Tras ser alcanzado por tres bombas, y fuera de control, el Arashio embistió al transporte Nojima, que resultó hundido. El destructor Yukikaze rescató a 176 supervivientes de ambas naves, dejando abandonado el pecio del Arashio, que fue definitivamente hundido por un nuevo ataque aéreo al día siguiente a 100 kilómetros al sureste de Finschhafen, Nueva Guinea, en la posición 07°15′S 148°15′E / -7.250, 148.250.